# Клейненберг, Николаус
Николаус Клейненберг (нем. Nicolaus Kleinenberg; 11 [23] марта 1842, Либава, Российская империя, — 5 ноября 1897, Неаполь, Италия) — немецкий зоолог.

## Биография
Родился в Либаве 11 (23) марта 1842 года. Его родителями были городской секретарь Либавы Фридрих Кляйненберг и Шарлотта Антони, урождённая Лаурентц-Местер.
В 1861—1867 годах учился на медицинском факультете Дерптского университета. В 1868 году продолжил обучение в Йенском университете, где в 1871 году получил степень доктора медицины.
В 1872 году отправился на Зоологическую станцию в Неаполь, где работал Гуго Эйзиг; в 1875—1878 годах работал на острове Искья. В 1879 году был приглашён в Мессинский университет профессором зоологии и сравнительной анатомии. С 1895 года одновременно читал лекции и в университете Палермо.
Научные исследования Клейненберга касаются гистологии и истории развития низших беспозвоночных животных (учение о невромышечных клетках); особо важное значение имели его труды по анатомии и эмбриологии гидры и эмбриогенезу кольчатых червей (полихет).
В микроскопической технике имя Клейненберга связано с применением пикриновосерной кислоты и с другими фиксирующими и красящими веществами.

## Избранная библиография
- «Hydra. Eine anatomisch-entwicklungsgeschichtliche Untersuchung» (Лейпциг, 1872);
- «Die Entstehung des Annelids aus der Larve von Lopadorhynchus etc.» («Zeitschr. f. wiss. Zool», 1886).